# Рівні ізольованості транзакцій
Рівень ізольованості транзакцій — значення, що задає рівень, при якому в транзакції дозволяються неузгоджені дані, тобто ступінь ізольованості однієї транзакції від іншої. Більш високий рівень ізольованості підвищує точність даних, але при цьому може знижуватись кількість транзакцій, що виконуються паралельно. З іншого боку, більш низький рівень ізольованості дозволяє виконувати більше паралельних транзакцій, але знижує точність даних.

## Проблеми паралельного доступу з використанням транзакцій
При паралельному виконанні транзакцій можливі такі проблеми:
- втрачене оновлення (англ. lost update) — при одночасній зміні одного блоку даних різними транзакціями, одна із змін втрачається;
- «брудне» читання (англ. dirty read) — читання даних, які додані чи змінені транзакцією, яка потім не підтвердиться (відкотиться);
- неповторюване читання (англ. non-repeatable read) — при повторному читанні в рамках однієї транзакції, раніше прочитані дані з’являються зміненими;
- фантомне читання (англ. phantom reads) — одна транзакція в ході свого виконання декілька разів вибирає множину рядків за одними і тими ж критеріями. Інша транзакція в інтервалах між цими вибірками додає чи видаляє рядки чи змінює стовпці деяких рядків, що використовується в критеріях вибірки першої транзакції, і успішно закінчується. В результаті отримаємо, що одні і ті ж вибірки в першій транзакції дають різні множини рядків.

Розглянемо ситуації, в яких можливо виникнення даних проблем.

### Втрачене оновлення
Ситуація, коли при одночасній зміні одного блоку даних різними транзакціями, одна зі змін втрачається.
Припустимо, є дві транзакції, що виконуються одночасно:
| Транзакція 1                         | Транзакція 2                         |
| ------------------------------------ | ------------------------------------ |
| UPDATE tbl1 SET f2=f2+20 WHERE f1=1; | UPDATE tbl1 SET f2=f2+25 WHERE f1=1; |

В обох транзакціях змінюється значення поля f2, при цьому одна з змін втрачається. Так що, f2 буде збільшене не на 45, а тільки на 20 або 25.
Це трапляється тому, що:
1. Перша транзакція прочитала поточний стан поля.
2. Друга транзакція зробила свої зміни, базуючись на своїх, збережених в пам’яті, даних.
3. Перша оновлює поле, використовуючи свої "старі" дані.

### «Брудне» читання
Читання даних, які додані чи змінені транзакцією, яка згодом не підтвердиться (відкотиться).
Припустимо, є дві транзакції, відкриті в різних з’єднаннях з базою, в яких виконані такі SQL-оператори:
| Транзакція 1                        | Транзакція 2                    |
| ----------------------------------- | ------------------------------- |
| SELECT f2 FROM tbl1 WHERE f1=1;     |                                 |
| UPDATE tbl1 SET f2=f2+1 WHERE f1=1; |                                 |
|                                     | SELECT f2 FROM tbl1 WHERE f1=1; |
| ROLLBACK;                           |                                 |

В транзакції 1 змінюється значення поля f2, а потім в транзакції 2 вибирається значення цього поля. Після цього трапляється відкат транзакції 1. В результаті значення, отримане другою транзакцією, буде відрізнятись від значення, що зберігається в базі даних.

### Неповторюване читання
Ситуація, коли при повторному читанні в рамках однієї транзакції, раніше прочитані дані виявляються зміненими.
Припустимо, є дві транзакції, відкриті в різних сесіях, в яких виконані такі SQL оператори:
| Транзакція 1                        | Транзакція 2                    |
| ----------------------------------- | ------------------------------- |
| SELECT f2 FROM tbl1 WHERE f1=1;     | SELECT f2 FROM tbl1 WHERE f1=1; |
| UPDATE tbl1 SET f2=f2+1 WHERE f1=1; |                                 |
| COMMIT;                             |                                 |
|                                     | SELECT f2 FROM tbl1 WHERE f1=1; |

В транзакції 2 вибирається значення поля f2, потім в транзакції 1 змінюється значення поля f2. При повторній спробі вибору значення з поля f2 в транзакції 2 буде отриманий інший результат. Ця ситуація особливо неприйнятна, коли дані зчитуються для їх часткової зміни і зворотнього запису в базу даних.

### Фантомне читання
Ситуація, коли при повторному читанні в рамках однієї транзакції одна і та ж вибірка дає різні множини рядків.
Припустимо, є дві транзакції, відкриті в різних сесіях, в яких виконані такі SQL оператори:
| Транзакція 1                             | Транзакція 2              |
| ---------------------------------------- | ------------------------- |
|                                          | SELECT SUM(f2) FROM tbl1; |
| INSERT INTO tbl1 (f1,f2) VALUES (15,20); |                           |
| COMMIT;                                  |                           |
|                                          | SELECT SUM(f2) FROM tbl1; |

В транзакції 2 виконується SQL оператор, який використовує всі значення поля f2. Потім, в транзакції 1, виконується вставка нового рядка, яка призводить до того, що повторне виконання SQL оператора в транзакції 2, видасть інший результат. Така ситуація називається фантомним читанням. Від неповторюваного читання воно відрізняється тим, що результат повторного звернення до даних змінився не через змінення/видалення самих цих даних, а через появу нових (фантомних) даних.

## Рівні ізоляції
Стандарт SQL-92 визначає рівні ізоляції, установка яких запобігає деяким конфліктним ситуаціям.
Введені наступні чотири рівні ізоляції:

### Serializable (впорядкованість)
Найбільш високий рівень ізольованості; транзакції повністю ізолюються одна від одної. На цьому рівні результати паралельного виконання транзакцій для бази даних у більшості випадків можна вважати такими, що збігаються з послідовним виконанням тих же транзакцій (по черзі в будь-якому порядку).

### Repeatable read (повторюваність читання)
Рівень, при якому читання одного і того ж рядку чи рядків в транзакції дає однаковий результат. (Поки транзакція не закінчена, ніякі інші транзакції не можуть змінити ці дані).

### Read committed (читання фіксованих даних)
Прийнятий за замовчуванням рівень для Microsoft SQL Server. Закінчене читання, при якому відсутнє «брудне» читання (тобто, читання одним користувачем даних, що не були зафіксовані в БД командою COMMIT). Проте, в процесі роботи однієї транзакції інша може бути успішно закінчена, і зроблені нею зміни зафіксовані. В підсумку, перша транзакція буде працювати з іншим набором даних. Це проблема неповторюваного читання.
В Oracle блокування на читання немає, замість цього транзакція, що «читає», отримує ту версію даних, яка була актуальна в базі до початку тієї, що «пише».
В Informix можна запобігти конфліктам між транзакціями, що читають та пишуть, встановивши параметр конфігурації USELASTCOMMITTED (починаючи з версії 11.1), при цьому транзакція, що читає, буде отримувати останні підтверджені дані

### Read uncommitted (читання незафіксованих даних)
Найнижчий рівень ізоляції, який відповідає рівню 0. Він гарантує тільки відсутність втрачених оновлень. Якщо декілька транзакцій одночасно намагались змінювати один і той же рядок, то в кінцевому варіанті рядок буде мати значення, визначений останньою успішно виконаною транзакцією.

## Поведінка при різних рівнях ізольованості
«+» — запобігає, «-» — не запобігає.
| Рівень ізоляції  | Фантомне читання | Неповторюване читання | «Брудне» читання | Втрачене оновлення |
| ---------------- | ---------------- | --------------------- | ---------------- | ------------------ |
| SERIALIZABLE     | +                | +                     | +                | +                  |
| REPEATABLE READ  | -                | +                     | +                | +                  |
| READ COMMITTED   | -                | -                     | +                | +                  |
| READ UNCOMMITTED | -                | -                     | -                | +                  |